# Stephan Görgl
Stephan Görgl (ur. 5 czerwca 1978 w Bruck an der Mur) – austriacki narciarz alpejski.

## Kariera
Po raz pierwszy na arenie międzynarodowej pojawił się 17 grudnia 1994 roku w Neustift im Stubaital, gdzie w zawodach FIS Race zajął 23. miejsce w gigancie. W 1997 roku wystartował na mistrzostwach świata juniorów w Schladming, gdzie zajął dziewiąte miejsce w gigancie i 20. miejsce w supergigancie. Na rozgrywanych rok później mistrzostwach świata juniorów w Megève był dziesiąty w gigancie.
W zawodach Pucharu Świata zadebiutował 28 stycznia 2001 roku w Garmisch-Partenkirchen, zajmując 27. miejsce w supergigancie. Tym samym już w swoim debiucie wywalczył pierwsze pucharowe punkty. Na podium zawodów tego cyklu po raz pierwszy stanął 2 grudnia 2004 roku w Beaver Creek, wygrywając supergiganta. W zawodach tych wyprzedził Bode Millera z USA i swego rodaka, Mario Scheibera. Łącznie pięć razy plasował się w czołowej trójce, odnosząc jeszcze jedno zwycięstwo: 12 marca 2005 roku w Lenzerheide był najlepszy w gigancie. Najlepsze wyniki osiągnął w sezonie 2004/2005, kiedy zajął 15. miejsce w klasyfikacji generalnej, w klasyfikacji supergiganta był siódmy, a w klasyfikacji giganta zajął dziewiąte miejsce.
Na igrzyskach olimpijskich w Turynie w 2006 roku wystartował w gigancie. Po pierwszym przejeździe zajmował siódme miejsce, tracąc do prowadzącego François Bourque z Kanady 0,54 sekundy. Drugiego przejazdu jednak nie ukończył i ostatecznie nie był klasyfikowany. W 2005 roku zajął 21. miejsce w supergigancie na mistrzostwach świata w Bormio, a podczas rozgrywanych sześć lat później mistrzostw świata w Garmisch-Partenkirchen zajął 23. miejsce w gigancie. W 2012 roku zakończył karierę.
Jego siostra Elisabeth i matka, Traudl Hecher, także uprawiały narciarstwo alpejskie.

## Osiągnięcia

### Igrzyska olimpijskie
| Miejsce | Dzień     | Rok  | Miejscowość | Konkurencja | Czas biegu | Strata | Zwycięzca      |
| ------- | --------- | ---- | ----------- | ----------- | ---------- | ------ | -------------- |
| DNF2    | 20 lutego | 2006 | Turyn       | Gigant      | 1:30,65    | –      | Benjamin Raich |

### Mistrzostwa świata
| Miejsce | Dzień       | Rok  | Miejscowość | Konkurencja | Czas biegu | Strata | Zwycięzca   |
| ------- | ----------- | ---- | ----------- | ----------- | ---------- | ------ | ----------- |
| 21.     | 29 stycznia | 2005 | Bormio      | Supergigant | 1:27,55    | +2,26  | Bode Miller |
| 23.     | 15 lutego   | 2013 | Schladming  | Gigant      | 2:28,92    | +2,09  | Ted Ligety  |

### Mistrzostwa świata juniorów
| Miejsce | Dzień     | Rok  | Miejscowość | Konkurencja | Czas biegu | Strata | Zwycięzca      |
| ------- | --------- | ---- | ----------- | ----------- | ---------- | ------ | -------------- |
| 20.     | 27 lutego | 1997 | Schladming  | Supergigant | 1:14,96    | +1,38  | Martin Stocker |
| 9.      | 28 lutego | 1997 | Schladming  | Gigant      | 2:00,57    | +3,85  | Benjamin Raich |
| 10.     | 28 lutego | 1998 | Megève      | Gigant      | 2:01,62    | +1,78  | Benjamin Raich |

### Puchar Świata

#### Miejsca w klasyfikacji generalnej
- sezon 2000/2001: 137.
- sezon 2001/2002: 59.
- sezon 2002/2003: 118.
- sezon 2003/2004: 46.
- sezon 2004/2005: 15.
- sezon 2005/2006: 30.
- sezon 2006/2007: 125.
- sezon 2007/2008: 46.
- sezon 2008/2009: 42.
- sezon 2009/2010: 119.
- sezon 2010/2011: 71.

#### Miejsca na podium w zawodach
1. Beaver Creek – 2 grudnia 2004 (supergigant) – 1. miejsce
2. Lenzerheide – 11 marca 2005 (supergigant) – 3. miejsce
3. Lenzerheide – 12 marca 2005 (gigant) – 1. miejsce
4. Adelboden – 7 stycznia 2006 (gigant) – 3. miejsce
5. Sestriere – 21 lutego 2009 (gigant) – 2. miejsce